# Lethal Company
『Lethal Company』（リーサル・カンパニー）は、Zeekerssが開発・公開した協力型サバイバルホラーゲーム。2023年10月に早期アクセス版が公開され、Steamのレビューで好評を博した。プレイヤーは放棄された衛星に向かい、スクラップを回収してノルマの達成を目指す。

## システム
本作は最大4人のプレイヤーが一人称視点でプレイする協力型ゲームである。プレイヤーは「Company」の契約社員としてレトロフューチャーの舞台で働く。プレイヤーはゲーム内の近接ボイスチャットや近接テキストチャットを通して互いにコミュニケーションをとることができる。プレイヤーは放棄された衛星を訪れて、できるだけ多くのスクラップを回収するという任務を負う。それぞれの衛星には貴重なスクラップ、危険な罠、不気味なモンスターのほか、手続き型に生成された部屋を含む施設が存在する。プレイヤーは手際よくスクラップを回収して真夜中までに宇宙船に戻る必要があり、戻れなかった場合はオートパイロットがプレイヤーを置いて出発する。宇宙船が衛星を離れる時に船内に生存しているプレイヤーがいない場合、回収したスクラップは全て失われる。期限までに回収したスクラップをCompanyに売却してノルマを達成した場合、より高いノルマが課されるようになる。ノルマを達成できなかった場合、プレイヤーは宇宙に放り出されゲームオーバーとなる。
プレイヤーは両手で持つ必要があるものを含めて一度に4つしかアイテムを持ち運べない。両手を使うスクラップのアイテムは通常最も価値が高いが、持っているとはしごを登ったり他のアイテムを拾ったりするなどの特定のアクションを実行できなくなる。持ち運び可能な懐中電灯やウォーキートーキーなどの備品やスクラップには、それぞれアイテムスロットの空きが1つ必要になる。プレイヤーは宇宙船に搭載されたターミナルを使用して衛星に向かい、Companyにスクラップを売却して獲得したクレジットをシャワーやトイレなどの機器や宇宙船のアクセサリーに使用できる。ターミナルは他のプレイヤーの位置を表したり、セキュリティドアを開いたり、施設内にある地雷や砲塔を一時的に無効にしたりするためにも使用することができる。
ゲーム内には複数の衛星が登場し、衛星によって出現するモンスターの種類や数、入手可能なスクラップの量と価値が異なる。プレイヤーは最も危険かつ利益を得られる衛星に行くためにはクレジットを消費する必要がある。プレイヤーは探索中に遭遇するモンスターには様々な方法で対処する必要がある。衛星では沼、霧、嵐、洪水、日食など、プレイヤーの進行を妨害する気象現象が発生する場合がある。

## 開発
開発者のZeekerssは以前、ゲーム制作プラットフォームのRobloxでゲームを開発していた。本作は2023年10月23日に早期アクセス版がMicrosoft Windows向けに公開された。Zeekerssは6か月以内にゲームを完成させる予定であると述べた。また、Zeekerssは「エイリアンの動物園」に侵入し、全ての動物を解き放つ感覚をアップデートにより呼び起こしたいという考えを述べた。

## 評価
本作は2023年11月時点で同年のSteamのゲームの中で最も高い評価を獲得し、同時接続者数は10万人を超えた。ゲームの雰囲気はホラーゲームの『Phasmophobia』に似ていると言及されている。
『VG247』のケルシー・レイナーは、このゲームについて「不気味なセルシェードのグラフィックを考えると大したものではないようだが、ファンは『Lethal Company』にすっかり夢中になっており、その陰惨な美学は明らかにゲームの魅力のもう1つの部分である」と指摘した。『IGN』のガブリエル・モスは「『Lethal Company』は既に不思議な感覚を植え付けている」と述べ、協力して戦利品を探すことは「限られたコンテンツと欠けているシステムを乗り越えている」とした。『Polygon』のアナ・ディアスは、ホラー要素の中にコメディ要素が融合しており、「ソーシャルメディアでクリック数が得られるように完璧に設計されている」と指摘した。『PC Gamer』のジェイコブ・リドリーはこのゲームとソーシャルメディアの親和性の高さに言及し、このゲームを「面白い切り抜き動画を生成するマシン」と呼んだ。『PCGamesN』はPCでプレイできる最高のホラーゲームのリストの中で本作を挙げた。
『プッシュ・トゥ・トーク』は、本作の売上本数は2024年1月時点で1000万本を超えていると推定している。

### 賞
| 賞                               | 日             | 分類                     | 結果       | 脚注          |
| -------------------------------- | -------------- | ------------------------ | ---------- | ------------- |
| Steamアワード                    | 2024年01月02日 | ゲームオブザイヤー賞     | ノミネート | [ 25 ] [ 26 ] |
| Steamアワード                    | 2024年01月02日 | フレンドとプレイしたい賞 | 受賞       | [ 25 ] [ 26 ] |
| ストリーマー賞                   | 2024年02月17日 | Stream Game of the Year  | 受賞       | [ 27 ]        |
| 2024年英国アカデミー賞ゲーム部門 | 2024年04月11日 | EE Player's Choice Award | ノミネート | [ 28 ]        |